# Parthenice mollis
Parthenice es un género monotípico de plantas de la familia de las asteráceas. Su única especie: Parthenice mollis es originaria de Estados Unidos y México.

## Descripción
Tiene hojas  de 8-25 cm, más pequeñas las distales.  Cipselas obovoides, de, 1.8-2 mm, a menudo tuberculadas, glabras. Tiene un número de cromosomas de: 2n = 36. Se encuentra en las laderas desérticas de lava en exposición al sur

## Taxonomía
Parthenice mollis fue descrita por  (A.Gray) Strother y publicado en Smithsonian Contributions to Knowledge 5(6): 85–86. 1853.